# Oficiul Poștal Polonez din Danzig

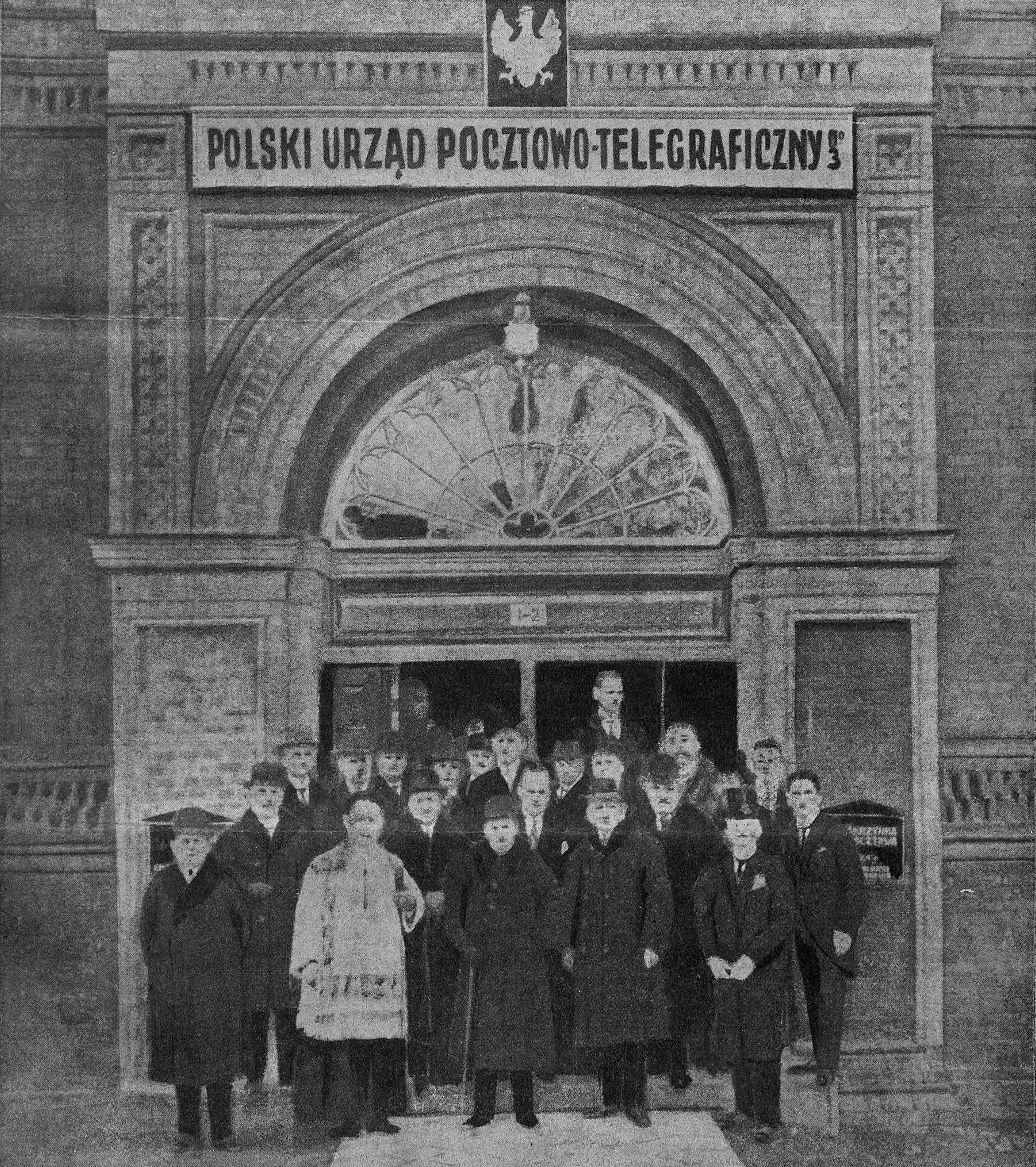
Deschiderea Oficiului Poştal Polonez „Gdańsk 3” în 1925

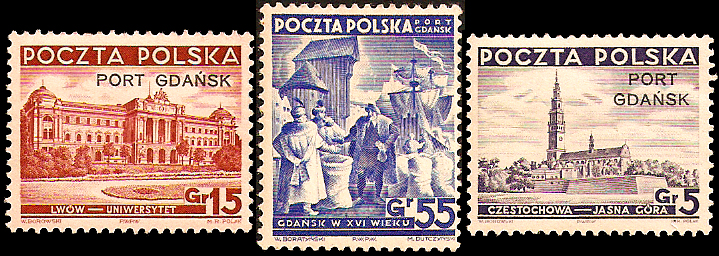
Timbrele Oficiului Poştal Polonez din Oraşul Liber Danzig

Oficiul Poștal Polonez (Poczta Polska) din Orașul Liber Danzig (Gdańsk) a fost înființat în anul 1920 și a funcționat până la invazia germană în Polonia care a marcat începutul celui de-Al Doilea Război Mondial.

## Istoric
Oficiul Poștal a fost înființat în Danzig (Gdańsk), în conformitate cu dispozițiile Tratatului de la Versailles, iar clădirile sale au fost considerate proprietate extrateritorială a Poloniei.
Oficiul Poștal Polonez din Danzig cuprindea mai multe clădiri. Clădirea „Gdańsk 1” din Hevelius Platz (Piața Hevelius), aflată în Danziger Altstadt (Orașul Vechi), a devenit în 1930 sediul principal al Oficiului Poștal Polonez, având o linie telefonică directă cu Polonia. În 1939 el avea puțin peste 100 de angajați. Unii funcționari ai Oficiului Poștal Polonez au aparținut unei organizații poloneze de auto-apărare, iar mulți au fost membri și ai organizației poloneze Związek Strzelecki (Asociația Carabinierilor). Potrivit mărturiei lui Edmund Charaszkiewicz, Oficiul Poștal Polonez a fost începând din 1935 o componentă importantă a organizației de informații externe a Poloniei, „Group Zygmunt”.
Pe măsură ce tensiunile între Polonia și Germania au crescut, Înaltul Comandament Polonez l-a detașat în aprilie 1939 pe inginerul genist și sublocotenentul rezervist Konrad Guderski pe coasta Mării Baltice. Împreună cu Alfons Flisykowski și cu alții, el a contribuit la organizarea personalul oficial și voluntar de la Oficiul Poștal Polonez din Danzig și l-a pregătit pentru eventualele ostilități. Pe lângă instruirea personalului, el a pregătit apărarea în interiorul și în jurul clădirii: copacii din apropiere au fost tăiați și intrarea a fost fortificată. La jumătatea lunii august, zece angajați suplimentari au fost trimiși la Oficiul Poștal din Danzig de la birourile poștale poloneze din Gdynia și Bydgoszcz (aceștia erau în majoritate ofițeri în rezervă).
În clădirea Poștei Poloneze se aflau 57 de persoane la 1 septembrie 1939: Konrad Guderski, 42 de funcționari polonezi locali, 10 funcționari de la Gdynia și Bydgoszcz, și custodele clădirii cu soția și fiica sa de 10 ani, care locuiau în clădire. Angajații polonezi aveaz mai multe arme, inclusiv trei puști mitraliere Browning wz.1928, alte 40 de arme de foc și trei lăzi cu grenade de mână. Planul de apărare polonez prevedea ca apărătorii să-i țină pe germani în afara clădirii timp de 6 ore, până când o formațiune militară din cadrul Armia Pomorze ar fi trebuit să ajungă în zonă.
Planul de atac german, elaborat în iulie 1939, prevedea asedierea clădirii din două direcții. Un atac cu scop de diversiune trebuia să aibă loc la intrarea din față, în timp ce principala forță urma să spargă zidul dinspre biroul aflat în vecinătate și să atace din lateral.
La 1 septembrie 1939, milițienii polonezi au apărat clădirea timp de aproximativ 15 ore împotriva atacurilor SS Heimwehr Danzig (trupele SS ale orașului Danzig), formațiunilor locale SA și unităților speciale ale Ordnungspolizei (poliția din Danzig). Toți apărătorii, cu excepția a patru dintre ei care au reușit să scape din clădire în timpul predării, au fost condamnați la moarte la 5 octombrie 1939 de o curte marțială ca luptători ilegali și executați.
În Polonia, întregul episod a devenit unul dintre cele mai cunoscute episoade ale Campaniei Poloneze din septembrie 1939 și este, de obicei, descris ca o poveste eroică, în stilul luptei biblice dintre David și Goliat. În această viziune, este vorba de un grup de poștași care au rezistat atacurilor trupelor SS germane timp de aproape o zi.

## Prezent

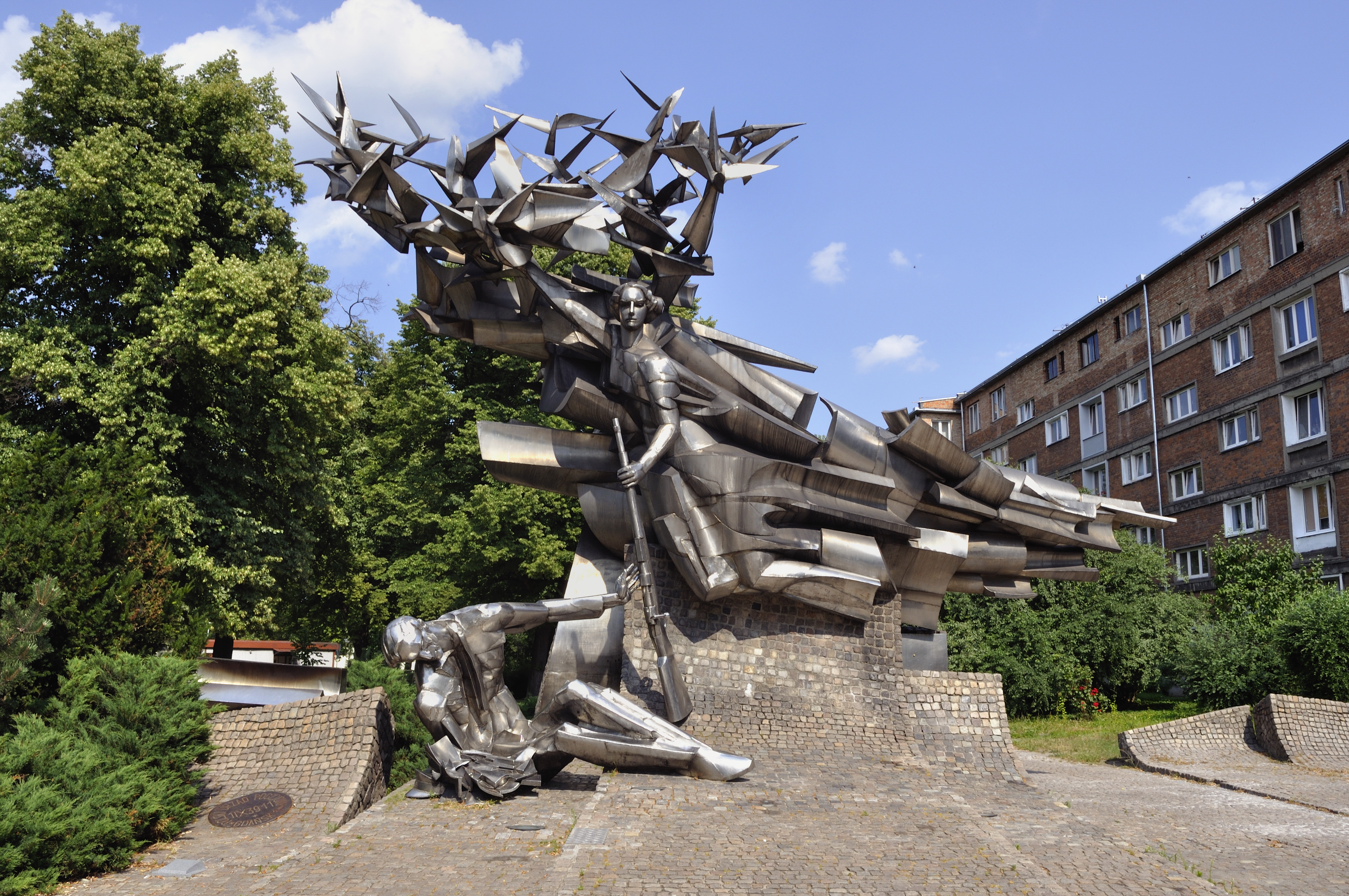
Monumentul apărătorilor Oficiului Poştal Polonez din Gdańsk

După cel de-al Doilea Război Mondial, Danzigul a devenit teritoriu al Poloniei. În prezent, clădirea este sediul Oficiului Poștal Polonez din Gdańsk și al Muzeului Oficiului Poștal Polonez din Gdańsk. În fața Oficiului Poștal se află Monumentul apărătorilor Oficiului Poștal Polonez din Gdańsk (dezvelit în 1979).